# JHOVE
JHOVE (JSTOR/Harvard Object Validation Environment), pronunciado "jove", es una API de validación de objetos digitales de formato específico escrita en Java. JHOVE fue un proyecto conjunto de JSTOR y la Biblioteca de la Universidad de Harvard para desarrollar un marco extensible para la validación de formatos. La Open Preservation Foundation asumió la administración de JHOVE en febrero de 2015.
JHOVE está licenciado bajo la LGPLv 2. La descarga incluye tanto una línea de comando como una versión GUI. Está diseñado para que terceros puedan adjuntar diferentes "cabeceras" al software, y así se pueda integrar con otras aplicaciones que necesiten validar archivos. Se puede ejecutar en cualquier plataforma Unix, Windows o Macintosh OS X que admita Java 1.6.
Los formatos compatibles actualmente son AIFF, ASCII, Bytestream, GIF, HTML, JPEG, JPEG 2000, PDF, TIFF, UTF-8, WAV y XML. Los documentos se analizan y chequean para verificar que estén bien formados (coherentes con los requisitos básicos del formato) y válidos (lo que generalmente significa coherencia interna). JHOVE nota cuando un archivo satisface perfiles específicos dentro de los formatos (por ejemplo, PDF/X, HTML 4.0).